# Myrmarachne radiata
Myrmarachne radiata är en spindelart som först beskrevs av Tord Tamerlan Teodor Thorell 1894.  Myrmarachne radiata ingår i släktet Myrmarachne och familjen hoppspindlar. Inga underarter finns listade i Catalogue of Life.